# 鈴木信八郎
鈴木 信八郎（すずき しんはちろう、1969年10月15日 - ）　日本の起業家・実業家。ハンセン・ジャパン株式会社、同社代表取締役社長。

## 人物・来歴
太陽光産業の専門家。特に太陽光発電機器産業に精通。神奈川県出身。平成５年（1993年）慶応義塾大学文学部卒業。平成5年ジャパン石油開発株式会社入社。アラビア湾からの船を日本の石油精製所、港に配船する物流関係の業務からスタート。平成8年コンパック株式会社入社。平成24年11月レネソーラ・ジャパン株式会社を設立、同社副社長に就任。平成25年11月同社代表取締役社長に就任。平成26年10月同社退任。平成26年10月中国国営企業との太いパイプを生かし、ハンセン・ジャパン株式会社を設立し代表取締役社長に就任。平成29年9月CPサービス株式会社を設立、代表取締役社長に就任。
中国国営企業との繋がりが深く上海華東エリアでの人脈が広い。

## ハンセン・ジャパン株式会社[1]
- 2014年10月ハンセン・ジャパン株式会社を設立。代表取締役社長就任。[2]
- 2015年12月3,050万円に増資
- 2016年1月9,050万円に増資
- 2016年10月LED事業に参入
- 2017年12月福岡県福岡市博多区に福岡営業所開設
- 2018年11月第一回中国上海輸入展示会出展
- 2019年9月大阪再生可能エネルギー展示会出展
- 2019年10月蓄電池事業に参入
- 2019年11月第二回中国上海輸入展示会出展
- 2020年4月ジェイ・リノック株式会社及びCAPMサービス株式会社を事業部として吸収

2014年創業当時、鈴木信八郎を含め2名で創業。全ての業務を鈴木自ら遂行していた。そもそも大学を卒業し化石燃料を扱う中で、地球視点で考えると化石燃料と再生可能エネルギーのバランスがとても大切だと痛感。当時、中国が太陽光パネル関連の世界のシェアトップ１０をほぼ独占していたので、間に入る卸売業が必要と感じハンセン・ジャパン株式会社を創業した。 当時は商習慣や言葉の壁など苦労をたくさんしたという。
2017年大和ハウス工業株式会社東京本店環境エネルギー事業部の元営業所長（社内調査後自主退職）から直接多額のリベート要求があり約4000万円（一部報道は8000万円とあるが誤り）を元営業所長からの指示でシンガポール法人へ支払った。2018年大和ハウス工業より連絡があり当該リベートは元営業所長が私的要求の疑いがあり、大和ハウス工業と何ら関係がないという情報が伝えられる。当時「リベート」ではなく「裏金」の疑いがあったことから、ハンセン・ジャパン及び大和ハウス工業の間で３回の査問会（弁護士立会の元）を経て当該リベートは「裏金の疑いはない」と断定された。
よって、一部報道でされているような重加算税は事実無根であり、当該リベートは元営業所長個人に対する接待交際費であると認定し東京都国税局指示のもと、納税額の修正加算指示（約560万円）の追加納税を実施済み。
ハンセン・ジャパン株式会社社長の鈴木は当時「今後より一層コンプライアンス（法令順守）を重視し再発防止策を策定し経営を行っていく」とコメントを発表している。